# رسانه تعاونی
رسانه تعاونی (به انگلیسی: Media cooperative) شکلی از یک شرکت تعاونی است که اخبار مربوط به موقعیت جغرافیایی و اعضای آن را پوشش می‌دهد و اغلب به رسانه جایگزین موسوم است. براساس موازین مترقی نسبت به جامعه دیدگاه انتقادی دارد. با این حال، با شرکتهای رسانه تعاونی در غرب یا رسانه‌های بزرگ همکاری می‌کند. نقش رسانه تعاونی متحد کردن رسانه‌های بومی و جلب مشتریان آنها حول ارائه کردن خدمات بدون انگیزه سود خالص است.
برخلاف رسانه‌ای اصلی، نقشی که رسانه‌های تعاونی ایفا می‌کنند منهای مشکل پرسنل اعم از کارفرما یا کارگزار این است که می‌توانند گزارش مستقل تهیه نمایند. به همین جهت رسانه تعاونی محبوبیتش در بین سازمان‌های رسانه خبری رو به افزایش است. با این‌حال دسترسی به سرمایه و کمبود آگاهی در جامعه چالش‌های اصلی گسترش رسانه تعاونی است.

## نمونه‌های رسانه تعاونی
نمونه اینگونه رسانه‌ها عبارتند از:
- در آلمان، یونگه ولت (۱۹۴۷) و تاگسایتونگ (۱۹۷۸)
- در ایتالیا، ایل مانیفستو (۱۹۶۹)
- در سوئیس، ووز دی ووچه سایتونگ (۲۰۱۲)
- در هامبورگ، نیز «شرکت رسانه پازل»

برخی از نسخه‌های محلی رسانه تعاونی، مانند لو موند دیپلماتیک می‌باشد.

## انواع رسانه تعاونی

### مصرف‌کننده
در رسانه تعاونی مصرف‌کننده، به مصرف‌کنندگان خدمات داده می‌شود. در رسانه تعاونی، مصرف‌کنندگان شامل خواننده، تماشاگر یا شنوندگان خواهند بود. حق عضویت می‌تواند ماهانه یا سالانه باشد یا هزینه عضویت را می‌توان یک‌باره پرداخت. رسانه‌هایی که متعلق به مصرف‌کننده هستند، بودجه خود را از طریق تبلیغات یا کمک‌های دولتی دریافت می‌کنند.

### چند منظوره
رسانه چند منظوره، برجسته‌ترین نوع رسانه تعاونی به‌شمار می‌رود. چند منظوره به این معنی است که بودجه این رسانه می‌تواند از طریق صاحبان کار، مصرف‌کنندگان، تجار یا دولت تأمین شود. رسانه چند منظوره از ساختار مالکیت پیچیده‌تری برخوردار است. به این معنی که استقلال تحریریه آن بالقوه به نسبت رسانه تعاونی مصرف‌کننده و سایرین ناروشن‌تر است. واقعیت‌های سرمایه‌گذاری در عصر مدرن معمولاً به‌کارگیری این نوع رسانه را به لحاظ بودجه در اولویت قرار می‌دهند.

### مددکار
رسانه تعاونی مددکار، به‌گونه‌ای سازماندهی شده تا روزنامه‌نگاران و سایر کارکنان تعاونی بتوانند آن را کنترل کنند و از این روش بهره گیرند. تعاونی‌هایی که شیوه مددکار را استفاده می‌کنند، به‌دلیل اینکه صاحب سرمایه نیستند یا دسترسی ناچیزی به سرمایه دارند، معمولاً کوچکتر هستند و در مقایسه با رسانه‌های اصلی، اثرگذاری سیاسی کمتری دارند. رسانه تعاونی موفق، معمولاً به دلیل کار طولانی مدت، تولید سرمایه و مدیریت مالی دقیق مستلزم یک سرمایه‌گذاری خوب می‌باشند.

## فهرست رسانه‌های تعاونی
| نام                             | کشور                | زبان فرمت                                                                                | نوع قفس          | ایجاد                   | فرکانس انتشار |                 |
| ------------------------------- | ------------------- | ---------------------------------------------------------------------------------------- | ---------------- | ----------------------- | ------------- | --------------- |
| لا خورنادا                      | مکزیک               | اسپانیایی                                                                                | چاپ، آنلاین      | کارگر                   | ۱۹۸۴          | روزانه          |
| دیلی هرالد مطبوعات              | ایالات متحده آمریکا | انگلیسی                                                                                  | برخط             | کارگر                   | ۲۰۰۱          | روزانه          |
| آپاچی                           | بلژیک               | فلاندری                                                                                  | آنلاین           | چند سهامدار             | ۲۰۰۹          | روزانه          |
| انترناسیونالیست جدید            | انگلستان            | انگلیسی                                                                                  | چاپ، آنلاین      | چند سهامدار             | ۱۹۷۳          | ۱۰ شماره در سال |
| کمپانی کابلی بریستول            | بریتانیا            | چاپ، آنلاین                                                                              | مصرف‌کننده        | ۲۰۱۴                    | فصلنامه       |                 |
| دی تاگس‌تسایتونگ                 | آلمان               | آلمانی                                                                                   | چاپ، آنلاین      | مصرف‌کننده               | ۱۹۷۸          | روزانه          |
| NB رسانه تعاونی                 | کانادا              | انگلیسی                                                                                  | آنلاین           | مصرف‌کننده               |               | هفتگی           |
| محبوب برزیل                     | برزیل               | پرتغالی                                                                                  | آنلاین           | چند سهامدار             | ۲۰۱۵          | روزانه          |
| یونگه ولت                       | آلمان               | آلمانی                                                                                   | چاپ، آنلاین      |                         | ۱۹۴۷          | روزانه          |
| مطبوعات آزاد وست هایلند         | اسکاتلند            | انگلیسی                                                                                  | چاپ، آنلاین      | کارگر                   | ۲۰۰۹          | روزانه          |
| ال کریتیک                       | اسپانیا             | اسپانیایی                                                                                | آنلاین           | کارگر                   | ۲۰۱۵          | روزانه          |
| اخلاق‌مداری                      | انگلستان            | انگلیسی                                                                                  | چاپ، آنلاین      | چند سهامدار             |               | ماهانه          |
| شفیلد لایو                      | انگلستان            | انگلیسی                                                                                  | تلویزیون، آنلاین | چند سهامدار             | ۲۰۰۳          | روزانه          |
| پوزیتیو نیوز                    | انگلستان            | انگلیسی                                                                                  | چاپ، آنلاین      | چند سهامدار             |               | هفتگی           |
| لاماری                          | اسپانیا             | اسپانیایی                                                                                | چاپ، آنلاین      | چند سهامدار             | ۲۰۱۲          | روزانه          |
| آلترناتیو اکونومیک              | اسپانیا             | اسپانیایی                                                                                | آنلاین           | کارگر                   | ۲۰۱۳          | روزنامه         |
| آلترناتیو اکونومیک              | فرانسه              | فرانسوی                                                                                  | آنلاین           | کارگر                   | ۱۹۸۰          | ماهانه          |
| تعاونی رسانه شهروندان ویسکانسین | آمریکا              | انگلیسی                                                                                  | آنلاین           | کارگر                   | ۲۰۱۱          | هفتگی           |
| ایل مانیفستو                    | ایتالیا             | ایتالیایی                                                                                | چاپ، آنلاین      | کارگر                   | ۱۹۶۹          | روزانه          |
| فرت دات اسکات                   | اسکاتلند            | انگلیسی                                                                                  | آنلاین           | چند سهامدار             | ۲۰۱۵          | روزانه          |
| شرکت رسانه‌ای                    | کانادا              | انگلیسی                                                                                  | آنلاین           | چند سهامدار             | ۲۰۰۶          |                 |
| شرکت رسانه‌ای مدور               | بلژیک               | فرانسوی                                                                                  | چاپ، آنلاین      | چند سهامدار             | ۲۰۱۴          | ماهانه          |
| فورت استیت                      | آمریکا              | انگلیسی                                                                                  | آنلاین           | چند سهامدار             | ۲۰۱۱          | روزانه          |
| وی‌نت                            | لهستان              | لهستانی                                                                                  | آنلاین، رادیو    | چند سهامدار             | ۲۰۰۹          | روزانه          |
| لا دیاریا                       | اروگوئه             | اسپانیایی                                                                                | آنلاین، چاپ      | کارگر                   | ۲۰۰۶          | روزانه          |
| برچا                            | اروگوئه             | اسپانیایی                                                                                | آنلاین، چاپ      | کارگر                   | ۱۹۸۵          | هفتگی           |
| کرات ریپورتر                    | آلمان               | آلمانی                                                                                   | آنلاین           | مصرف‌کننده               | ۲۰۱۴          | روزانه          |
| ریف ریپورتر                     | آلمان               | آلمانی                                                                                   | آنلاین           | چند سهامدار             | ۲۰۱۷          | روزانه          |
| رسانه با منافع متقابل           |                     | انگلیسی                                                                                  | آنلاین           | چند سهامدار             | ۲۰۲۰          |                 |
| وکس اروپا                       | اروپا               | انگلیسی، فرانسوی، آلمانی، ایتالیایی، اسپانیایی، چکی، هلندی، لهستانی، پرتغالی و رومانیایی | آنلاین           | جامعه تعاونی منافع جمعی | ۲۰۱۴          | روزانه          |